# День Лачплесиса

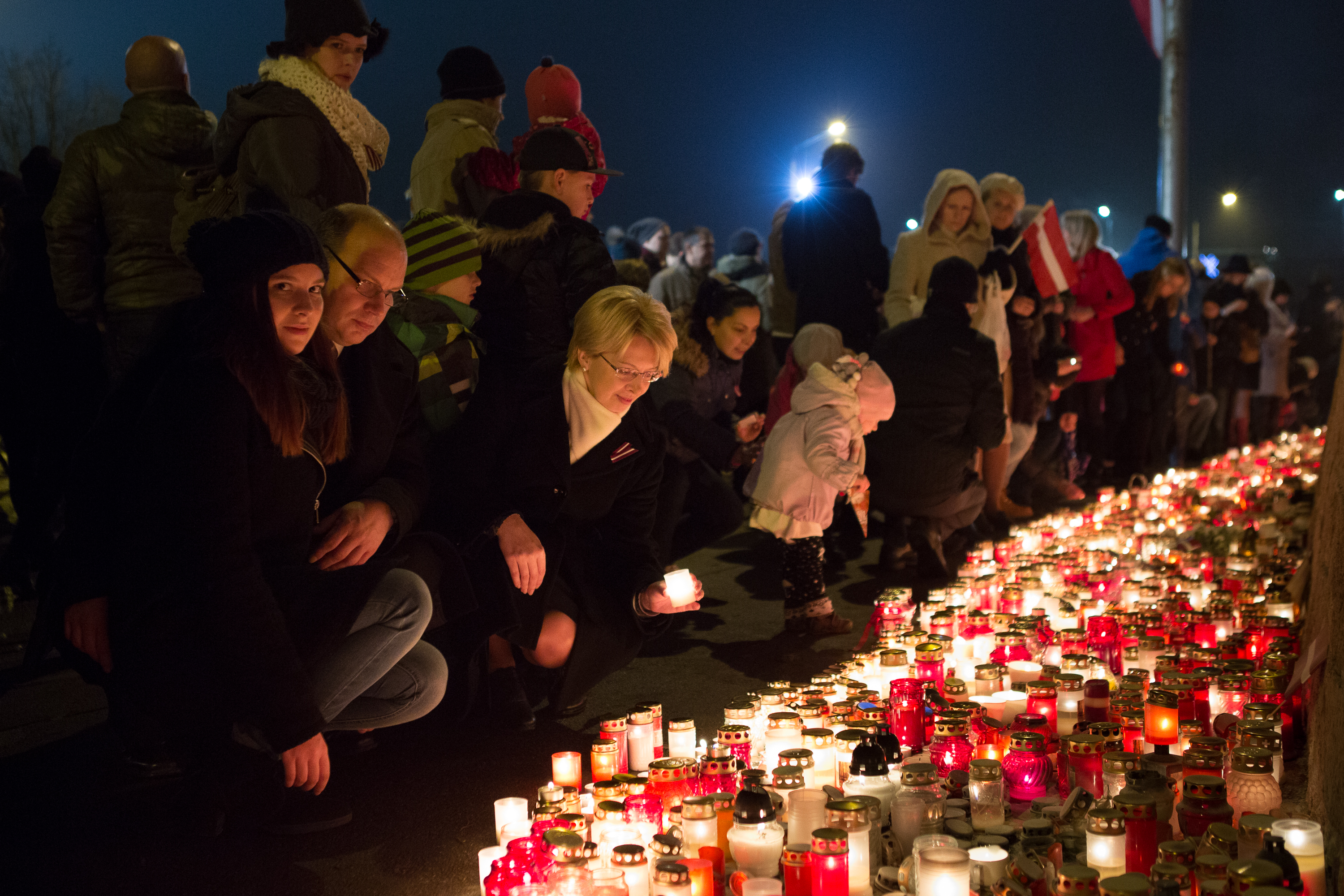
11 ноября 2014 года. Председатель Сейма Латвии Инара Мурниеце участвует в церемонии зажжения свечей у Рижского замка.

День Лачплесиса (латыш. Lāčplēša diena) — день памяти героев, павших за освобождение Латвии, отмечаемый 11 ноября. Праздник назван в честь героя латышского национального эпоса Лачплесиса, являющегося олицетворением борьбы латышского народа за свободу родной земли от иноземных захватчиков.
Во время так называемой Бермонтиады (Бермонтовщины) 11 ноября 1919 года Вооружённые силы Латвии разгромили Западнорусскую добровольческую армию на левом берегу Даугавы. Считается, что в этот же день был учреждён Военный орден Лачплесиса.
В первую годовщину этой победы, 11 ноября 1920 года, в ходе праздничной церемонии с военным парадом боевыми орденами Лачплесиса были награждены первые 288 кавалеров. В следующие 8 лет каждое 11 ноября героев борьбы за независимость награждали этим орденом.
Во времена Латвийской ССР этот праздник был под запретом, но с 1988 года его вновь стали отмечать. В 1989 году было установлено, что этот день будет исторической памятной датой, а с 1990 года он стал днём памяти павших героев.
Одной из самых известных традиций в День Лачплесиса является зажигание свечей на набережной у Рижского замка.